# Bachianas brasileiras
Bachianas brasileiras är ett namn på ett antal sviter av tonsättaren Heitor Villa-Lobos, där han låter sig inspireras av både Johann Sebastian Bach och folkmusiken från sitt eget hemland Brasilien. Varje sats i sviterna har både en "bachsk" titel och en brasiliansk. Berömd är särskilt den femte, skriven för celli och (ordlös) sopran.
- Bachianas brasileiras nr 1 för celli (1930-38)
- Bachianas brasileiras nr 2 (1930)
- Bachianas brasileiras nr 3 (1938)
- Bachianas brasileiras nr 4 (version för piano solo 1939 / version för orkester 1941)
- Bachianas brasileiras nr 5, för celli och sopransolo (1941)
- Bachianas brasileiras nr 6 (1938)
- Bachianas brasileiras nr 7, för orkester
- Bachianas brasileiras nr 8, för orkester (1944)
- Bachianas brasileiras nr 9 (1945)